# Massimo Nicolini
Massimo Nicolini (Rimini, 15 febbraio 1981) è un attore italiano.

## Biografia
Nato a Rimini effettua gli studi nella sua città e si indirizza poi verso la sua passione per il teatro. Viene ammesso alla Scuola di teatro Alessandra Galante Garrone di Bologna dove si diploma nel 2005. Nel 2006 vince il Premio Hystrio riservato a giovani talenti emergenti, neodiplomati nelle scuole nazionali. Nello stesso anno viene scelto insieme ad altri due giovani attori a livello nazionale come partecipante al master internazionale di alta formazione École des maîtres. Frequenta poi diversi stage artistici di specializzazione. Nel 2010 vince il Premio Siracusa Stampa Teatro.

## Teatro
- Veronica ha deciso di morire di Paulo Coelho, regia di Paolo Paganelli (2002)
- Il giardino dei ciliegi di Anton Čechov (2004)
- Il veleno di Molière, regia di Vittorio Franceschi (2005)
- La duplice incostanza, regia di Walter Pagliaro (2005)
- Miracolo a Milano, regia di Lorenzo Salveti (2005)
- Bello Ciao. di Mario Garuti (2006)
- Riccardo III di Shakespeare, regia di jurij Ferrini (2007)
- Goldoni Terminus, regia di Toni Cafiero (2007)
- Il gabbiano di Anton Čechov, regia di Marco Bernardi (2008)
- Edipo a Colono di Sofocle, regia di Daniele Salvo, Teatro Greco di Siracusa (2009)
- La professione della signora Warren, regia di Marco Bernardi (2009)
- Teatro greco di Siracusa, Aiace (Sofocle), regia di Daniele Salvo (2010)
- Teatro Greco di Siracusa, Fedra di Euripide, regia di Carmelo Rifici (2010)
- Teatro Greco di Siracusa Andromaca di Euripide, regia di Luca De Fusco (2011)
- Teatro Greco di Siracusa Filottete di Sofocle, regia di Gianpiero Borgia (2011)
- Elettra (Hofmannsthal), regia di Carmelo Rifici (2011)
- Teatro Greco di Siracusa, Baccanti, regia di Antonio Calenda (2012)
- Teatro Greco di Siracusa Prometeo Incatenato regia di Claudio Longhi (2012)
- Otello, regia di Nanni Garella (2012)
- Hedda Gabler, regia di Antonio Calenda (2013)
- Il malato immaginario, regia di Marco Bernardi (2014)
- Bakunin, di Dacia Maraini, regia di Hervè Ducroux (2014)
- Otello, Regia di Marco Carniti (2015, 2018)
- Teatro Greco di Siracusa Alcesti (Euripide), regia di Cesare Lievi (2016)
- The Brig, regia di Raffaele Esposito, Teatro Due di Parma (2017)
- Giulio Cesare, Regia di Daniele Salvo. (2019)
- Van Gogh (L'odore assordante del bianco), regia di Alessandro Maggi (2017, 2018, 2019, 2020)
- Le Nuvole di Aristofane, regia di Antonio Calenda. Teatro Greco di Siracusa. (2021)
- I Sette contro Tebe di Eschilo, regia di Cinzia Maccagnano. Teatro Romano di Catania. (2021)
- Ifigenia in Tauride di Euripide, regia di Jacopo Gassmann. Teatro Greco di Siracusa. (2022)
- Otello (Shakespeare),regia di Marco Carniti. Globe theatre Roma. (2023)

## Filmografia

### Cinema
- Goodbye Mr. Zeus!, regia di Carlo Sarti (2010)
- La freccia del tempo, regia di Carlo Sarti (2019)
- Non mi uccidere, regia di Andrea De Sica (2021)
- L’abbaglio, regia di Roberto Andò (2025)

### Televisione
- R.I.S. - Delitti imperfetti – serie TV, episodio 3x14 (2007)
- Raccontami – serie TV, 1 episodio (2008)
- Nebbie e Delitti – serie TV, 1 episodio (2008)
- Un passo dal cielo – serie TV, episodio 3x05 (2015)
- Purché finisca bene, episodio "Il mio vicino del piano di sopra", regia di Fabrizio Costa – film TV (2016)
- Don Matteo – serie TV, episodio 11x09 (2018)
- Romanzo Famigliare – serie TV, 1 episodio (2018)
- La Compagnia del Cigno – serie TV, 1 episodio (2018)
- Vivi e lascia vivere – serie TV, 1 episodio (2020)
- Nudes – serie TV, 4 episodi (2021)
- Petra – serie TV, episodio 2x01 (2022)
- Che Dio ci aiuti – serie TV, episodio 8x05 (2025)

## Riconoscimenti
- Premio Hystrio
  - 2006 – Alla vocazione attoriale
- Premio "Siracusa Stampa Teatro 2010"
  - 2010 – Premio della critica come migliore attore emergente